# شلال بابابابايتاي
شلال بابابابايتاي هو شلال يقع في تواماساغا في جزيرة أوبولو في دولة ساموا الواقعة في المحيط الهادي. مع ارتفاع يبلغ حوالي 100 متر، يعد أحد أعلى الشلالات في ساموا.
ظهرت صورة الشلال على ورقة نقدية قيمتها 20 تالا ساموي أصدرت عام 2024.